# Anoplophora elegans
Anoplophora elegans es una especie de escarabajo longicornio del género Anoplophora, subfamilia Lamiinae. Fue descrita científicamente por Gahan en 1888.
Se distribuye por China, Laos, Birmania, Tailandia y Vietnam. Mide 28-38 milímetros de longitud. El período de vuelo de esta especie ocurre en los meses de mayo, junio, julio y agosto.
Parte de la dieta de Anoplophora elegans se compone de plantas de las familias Casuarinaceae, Apiaceae, Fagaceae, entre otras.